# Box-office Corée du Sud 2017
Le box-office sud-coréen de 2017 est estimé à 1,46 milliard $. Quelque 220 millions de tickets ont été vendus dans l'année, en hausse de 3 millions par rapport à 2016. Le pays a la sixième plus grande fréquentation du cinéma au monde, à égalité avec la France. La part de marché des films coréens est de 52%, contre 54% en 2016. 487 nouveaux films sont sortis (contre 337 en 2016) dans les salles sud-coréennes.
Les films locaux ont largement dominé le marché, notamment avec A Taxi Driver et Along With the Gods : Les Deux Mondes qui dépassent tous les deux les 12 millions d'entrées. Dans le top 10, 8 films sont sud-coréens. Le film étranger ayant le mieux marché est Spider-Man: Homecoming qui se classe à la 4e place. À la différence des autres pays du monde, Star Wars, épisode VIII : Les Derniers Jedi n'a pas trouvé son public en Corée du Sud et n'a même pas atteint le million d'entrées, tout comme Valérian et la Cité des mille planètes qui dépasse à peine les 500 000 entrées.

## Les millionnaires
Nationalité des films sortis en 2017 dans les salles de Corée du Sud par entrées (pour ceux de plus de 1 million d'entrées, sur un total de 165 206 822 entrées) :
- Corée du Sud (55,51 %)
- États-Unis (42,29 %)
- Japon (2,2 %)

| Class. | Titre                                          | Pays                                                                                          | Réalisateur                    | Box-Office Corée du Sud |
| ------ | ---------------------------------------------- | --------------------------------------------------------------------------------------------- | ------------------------------ | ----------------------- |
| 1      | Along With the Gods : Les Deux Mondes          | Drapeau de la Corée du Sud                                                                    | Kim Yong-hwa                   | 14 411 502              |
| 2      | A Taxi Driver                                  | Drapeau de la Corée du Sud                                                                    | Jang Hoon                      | 12 189 195              |
| 3      | Confidential Assignment                        | Drapeau de la Corée du Sud                                                                    | Kim Sung-hoon                  | 7 817 654               |
| 4      | Spider-Man: Homecoming                         | Drapeau des États-Unis                                                                        | Jon Watts                      | 7 258 678               |
| 5      | 1987: When the Day Comes                       | Drapeau de la Corée du Sud                                                                    | Jang Joon-hwan                 | 7 231 292               |
| 6      | The Outlaws                                    | Drapeau de la Corée du Sud                                                                    | Kang Yoon-sung                 | 6 879 844               |
| 7      | Battleship Island                              | Drapeau de la Corée du Sud                                                                    | Ryoo Seung-wan                 | 6 592 151               |
| 8      | Midnight Runners                               | Drapeau de la Corée du Sud                                                                    | Jason Kim                      | 5 653 270               |
| 9      | The King                                       | Drapeau de la Corée du Sud                                                                    | Han Jae-rim                    | 5 317 383               |
| 10     | La Belle et la Bête                            | Drapeau des États-Unis                                                                        | Bill Condon                    | 5 138 330               |
| 11     | Kingsman : Le Cercle d'or                      | Drapeau des États-Unis · Drapeau du Royaume-Uni                                               | Matthew Vaughn                 | 4 945 484               |
| 12     | Thor: Ragnarok                                 | Drapeau des États-Unis                                                                        | Taika Waititi                  | 4 853 778               |
| 13     | Steel Rain                                     | Drapeau de la Corée du Sud                                                                    | Yang Woo-seok                  | 4 452 755               |
| 14     | The Swindlers                                  | Drapeau de la Corée du Sud                                                                    | Jang Chang-won                 | 4 018 037               |
| 15     | The Fortress                                   | Drapeau de la Corée du Sud                                                                    | Hwang Dong-hyeok               | 3 849 087               |
| 16     | La Momie                                       | Drapeau des États-Unis                                                                        | Alex Kurtzman                  | 3 689 325               |
| 17     | Fast and Furious 8                             | Drapeau des États-Unis                                                                        | F. Gary Gray                   | 3 653 238               |
| 18     | Your Name.                                     | Drapeau du Japon                                                                              | Makoto Shinkai                 | 3 637 599               |
| 19     | Moi, moche et méchant 3                        | Drapeau des États-Unis                                                                        | Kyle Balda Pierre Coffin       | 3 324 874               |
| 20     | I Can Speak                                    | Drapeau de la Corée du Sud                                                                    | Kim Hyeon-seok                 | 3 279 296               |
| 21     | Pirates des Caraïbes : La Vengeance de Salazar | Drapeau des États-Unis                                                                        | Joachim Rønning Espen Sandberg | 3 049 894               |
| 22     | The Prison                                     | Drapeau de la Corée du Sud                                                                    | Na Hyun                        | 2 931 897               |
| 23     | Dunkerque                                      | Drapeau des États-Unis · Drapeau du Royaume-Uni · Drapeau de la France · Drapeau des Pays-Bas | Christopher Nolan              | 2 788 732               |
| 24     | Les Gardiens de la Galaxie Vol. 2              | Drapeau des États-Unis                                                                        | James Gunn                     | 2 735 721               |
| 25     | La Mémoire assassine                           | Drapeau de la Corée du Sud                                                                    | Won Shin-yeon                  | 2 658 589               |
| 26     | Transformers: The Last Knight                  | Drapeau des États-Unis                                                                        | Michael Bay                    | 2 614 601               |
| 27     | The Sheriff in Town                            | Drapeau de la Corée du Sud                                                                    | Kim Hyung-ju                   | 2 588 628               |
| 28     | Fabricated City                                | Drapeau de la Corée du Sud                                                                    | Park Kwang-hyun                | 2 515 501               |
| 29     | Baby Boss                                      | Drapeau des États-Unis                                                                        | Tom McGrath                    | 2 452 245               |
| 30     | New Trial                                      | Drapeau de la Corée du Sud                                                                    | Kim Tae-yoon                   | 2 421 197               |
| 31     | Anarchist from Colony                          | Drapeau de la Corée du Sud                                                                    | Lee Joon-ik                    | 2 359 206               |
| 32     | Vaiana : La Légende du bout du monde           | Drapeau des États-Unis                                                                        | Ron Clements John Musker       | 2 310 206               |
| 33     | Logan                                          | Drapeau des États-Unis                                                                        | James Mangold                  | 2 169 109               |
| 34     | Wonder Woman                                   | Drapeau des États-Unis                                                                        | Patty Jenkins                  | 2 165 401               |
| 35     | Get Out                                        | Drapeau des États-Unis                                                                        | Jordan Peele                   | 2 138 174               |
| 36     | La Planète des singes : Suprématie             | Drapeau des États-Unis                                                                        | Matt Reeves                    | 2 051 315               |
| 37     | Annabelle 2 : La Création du mal               | Drapeau des États-Unis                                                                        | David F. Sandberg              | 1 934 270               |
| 38     | Our President                                  | Drapeau de la Corée du Sud                                                                    | Lee Chang-jae                  | 1 855 149               |
| 39     | Justice League                                 | Drapeau des États-Unis                                                                        | Zack Snyder                    | 1 786 384               |
| 40     | Hitman and Bodyguard                           | Drapeau des États-Unis                                                                        | Patrick Hughes                 | 1 721 757               |
| 41     | Kong: Skull Island                             | Drapeau des États-Unis                                                                        | Jordan Vogt-Roberts            | 1 689 717               |
| 42     | Split                                          | Drapeau des États-Unis                                                                        | M. Night Shyamalan             | 1 675 819               |
| 43     | The King's Case Note                           | Drapeau de la Corée du Sud                                                                    | Moon Hyun-sung                 | 1 635 003               |
| 44     | The Bros                                       | Drapeau de la Corée du Sud                                                                    | Jang Yu-jeong                  | 1 492 903               |
| 45     | The Greatest Showman                           | Drapeau des États-Unis                                                                        | Michael Gracey                 | 1 393 215               |
| 46     | Forgotten                                      | Drapeau de la Corée du Sud                                                                    | Jang Hang-jun                  | 1 386 611               |
| 47     | Happy Birthdead                                | Drapeau des États-Unis                                                                        | Christopher B. Landon          | 1 382 650               |
| 48     | V.I.P.                                         | Drapeau de la Corée du Sud                                                                    | Park Hoon-jeong                | 1 373 316               |
| 49     | The Mayor                                      | Drapeau de la Corée du Sud                                                                    | Park In-je                     | 1 362 634               |
| 50     | Alien: Covenant                                | Drapeau des États-Unis                                                                        | Ridley Scott                   | 1 307 226               |
| 51     | The Mimic                                      | Drapeau de la Corée du Sud                                                                    | Huh Jung                       | 1 306 438               |
| 52     | The Villainess                                 | Drapeau de la Corée du Sud                                                                    | Jeong Byeong-gil               | 1 208 081               |
| 53     | Bluebeard                                      | Drapeau de la Corée du Sud                                                                    | Lee Soo-yeon                   | 1 204 600               |
| 54     | A Day                                          | Drapeau de la Corée du Sud                                                                    | Jo Seon-ho                     | 1 129 609               |
| 55     | Geostorm                                       | Drapeau des États-Unis                                                                        | Dean Devlin                    | 1 028 386               |

## Box-office par semaine
Nationalité des films dans les salles de Corée du Sud en 2017 par semaine de domination :
- États-Unis (50 %)
- Corée du Sud (46,16 %)
- Japon (3,84 %)

| #  | Date de fin       | Film no 1                                      | Pays                                                                                          | Entrées   |
| -- | ----------------- | ---------------------------------------------- | --------------------------------------------------------------------------------------------- | --------- |
| 1  | 8 janvier 2017    | Your Name.                                     | Drapeau du Japon                                                                              | 1 108 284 |
| 2  | 15 janvier 2017   | Your Name.                                     | Drapeau du Japon                                                                              | 1 306 902 |
| 3  | 22 janvier 2017   | The King                                       | Drapeau de la Corée du Sud                                                                    | 1 845 666 |
| 4  | 29 janvier 2017   | Confidential Assignment                        | Drapeau de la Corée du Sud                                                                    | 2 641 059 |
| 5  | 5 février 2017    | Confidential Assignment                        | Drapeau de la Corée du Sud                                                                    | 2 477 370 |
| 6  | 12 février 2017   | Fabricated City                                | Drapeau de la Corée du Sud                                                                    | 1 065 557 |
| 7  | 19 février 2017   | New Trial                                      | Drapeau de la Corée du Sud                                                                    | 1 013 032 |
| 8  | 26 février 2017   | Split                                          | Drapeau des États-Unis                                                                        | 966 630   |
| 9  | 5 mars 2017       | Logan                                          | Drapeau des États-Unis                                                                        | 1 079 222 |
| 10 | 12 mars 2017      | Kong: Skull Island                             | Drapeau des États-Unis                                                                        | 1 007 568 |
| 11 | 19 mars 2017      | La Belle et la Bête                            | Drapeau des États-Unis                                                                        | 1 569 727 |
| 12 | 26 mars 2017      | La Belle et la Bête                            | Drapeau des États-Unis                                                                        | 1 533 199 |
| 13 | 2 avril 2017      | La Belle et la Bête                            | Drapeau des États-Unis                                                                        | 992 712   |
| 14 | 9 avril 2017      | La Belle et la Bête                            | Drapeau des États-Unis                                                                        | 524 660   |
| 15 | 16 avril 2017     | Fast and Furious 8                             | Drapeau des États-Unis                                                                        | 1 428 392 |
| 16 | 23 avril 2017     | Fast and Furious 8                             | Drapeau des États-Unis                                                                        | 1 152 871 |
| 17 | 30 avril 2017     | The Mayor                                      | Drapeau de la Corée du Sud                                                                    | 899 870   |
| 18 | 7 mai 2017        | Les Gardiens de la Galaxie Vol. 2              | Drapeau des États-Unis                                                                        | 1 723 838 |
| 19 | 14 mai 2017       | Alien: Covenant                                | Drapeau des États-Unis                                                                        | 958 713   |
| 20 | 21 mai 2017       | Get Out                                        | Drapeau des États-Unis                                                                        | 1 003 731 |
| 21 | 28 mai 2017       | Pirates des Caraïbes : La Vengeance de Salazar | Drapeau des États-Unis                                                                        | 1 526 634 |
| 22 | 4 juin 2017       | Wonder Woman                                   | Drapeau des États-Unis                                                                        | 1 158 421 |
| 23 | 11 juin 2017      | La Momie                                       | Drapeau des États-Unis                                                                        | 2 383 969 |
| 24 | 18 juin 2017      | La Momie                                       | Drapeau des États-Unis                                                                        | 498 301   |
| 25 | 25 juin 2017      | Transformers: The Last Knight                  | Drapeau des États-Unis                                                                        | 1 750 474 |
| 26 | 2 juillet 2017    | Anarchist from Colony                          | Drapeau de la Corée du Sud                                                                    | 1 164 467 |
| 27 | 9 juillet 2017    | Spider-Man: Homecoming                         | Drapeau des États-Unis                                                                        | 3 561 539 |
| 28 | 16 juillet 2017   | Spider-Man: Homecoming                         | Drapeau des États-Unis                                                                        | 2 338 298 |
| 29 | 23 juillet 2017   | Dunkerque                                      | Drapeau des États-Unis · Drapeau du Royaume-Uni · Drapeau de la France · Drapeau des Pays-Bas | 1 349 240 |
| 30 | 30 juillet 2017   | Battleship Island                              | Drapeau de la Corée du Sud                                                                    | 4 059 399 |
| 31 | 6 aout 2017       | A Taxi Driver                                  | Drapeau de la Corée du Sud                                                                    | 4 275 623 |
| 32 | 13 aout 2017      | A Taxi Driver                                  | Drapeau de la Corée du Sud                                                                    | 3 576 901 |
| 33 | 20 aout 2017      | A Taxi Driver                                  | Drapeau de la Corée du Sud                                                                    | 2 415 282 |
| 34 | 27 aout 2017      | A Taxi Driver                                  | Drapeau de la Corée du Sud                                                                    | 1 015 489 |
| 35 | 3 septembre 2017  | Hitman and Bodyguard                           | Drapeau des États-Unis                                                                        | 760 894   |
| 36 | 10 septembre 2017 | La Mémoire assassine                           | Drapeau de la Corée du Sud                                                                    | 1 189 646 |
| 37 | 17 septembre 2017 | La Mémoire assassine                           | Drapeau de la Corée du Sud                                                                    | 872 519   |
| 38 | 24 septembre 2017 | I Can Speak                                    | Drapeau de la Corée du Sud                                                                    | 705 129   |
| 39 | 1er octobre 2017  | Kingsman : Le Cercle d'or                      | Drapeau des États-Unis · Drapeau du Royaume-Uni                                               | 2 345 749 |
| 40 | 8 octobre 2017    | The Fortress                                   | Drapeau de la Corée du Sud                                                                    | 2 979 754 |
| 41 | 15 octobre 2017   | The Outlaws                                    | Drapeau de la Corée du Sud                                                                    | 1 866 309 |
| 42 | 22 octobre 2017   | The Outlaws                                    | Drapeau de la Corée du Sud                                                                    | 1 293 729 |
| 43 | 29 octobre 2017   | Thor : Ragnarok                                | Drapeau des États-Unis                                                                        | 2 214 449 |
| 44 | 5 novembre 2017   | Thor : Ragnarok                                | Drapeau des États-Unis                                                                        | 1 356 465 |
| 45 | 12 novembre 2017  | Thor : Ragnarok                                | Drapeau des États-Unis                                                                        | 711 933   |
| 46 | 19 novembre 2017  | Justice League                                 | Drapeau des États-Unis                                                                        | 1 141 930 |
| 47 | 26 novembre 2017  | The Swindlers                                  | Drapeau de la Corée du Sud                                                                    | 1 656 090 |
| 48 | 3 décembre 2017   | The Swindlers                                  | Drapeau de la Corée du Sud                                                                    | 1 306 845 |
| 49 | 10 décembre 2017  | The Swindlers                                  | Drapeau de la Corée du Sud                                                                    | 726 473   |
| 50 | 17 décembre 2017  | Steel Rain                                     | Drapeau de la Corée du Sud                                                                    | 1 627 294 |
| 51 | 24 décembre 2017  | Along With the Gods : Les Deux Mondes          | Drapeau de la Corée du Sud                                                                    | 3 548 288 |
| 52 | 31 décembre 2017  | Along With the Gods : Les Deux Mondes          | Drapeau de la Corée du Sud                                                                    | 4 977 185 |

## Classements complémentaires
- Liste des plus gros succès du box-office en Corée du Sud